# Војислав Мићовић
Др Војислав Мићовић (1930 — Београд, 16. децембар 2008) био је југословенски и српски министар, политиколог, публициста и политички аналитичар.

## Биографија
Студирао је Високу новинарско-дипломатску школу у Београду (која је била једна од претеча Факултета политичких наука), дипломирао је на Правном факултету Београдског универзитета, магистрирао је и докторирао на Факултету политичких наука у Београду. Мићовић је био један од истакнутих познавалаца феномена масовних медија у Србији и у свету, аналитичар међународних односа и специјалног рата, посебно његових психолошко-пропагандних и духовно-културних видова, као и свестрани познавалац процеса глобализације и новог светског поретка.
Војислав је од 1949. године до 1952. године био уредник у листу Побједа на Цетињу и шеф Уреда за информације у Влади Црне Горе. Од 1960. до 1995. године налазио се на истакнутим местима у штампи, на радију и телевизији и на државним и политичким функцијама у Србији и Југославији: помоћник министра за културу, републички министар за информације и члан Извршног већа Србије, уредник у новинској агенцији Југопрес, директор Радио Београда, председник одбора за информисање у југословенској Комисији за Унеско, члан конференције ССРН Србије, секретар и председник Савезне конференције ССРН Југославије. За време НАТО бомбардовања СР Југославије, Мићовић је био на служби у Штабу Врховне команде Војске Југославије у чину пуковника.
Мићовић је објавио велики број чланака, научних и стручних радова из области комуникологије, пропаганде и међународних односа, међу којима: Начело јавности и информисање, Масовни медији у Југославији, Страна пропаганда у Југославији, Отвореност Југославије према свету, Специјални рат и Југославија, Специјални рат и нови светски поредак, Агресија на Југославију - Милосрдни анђео новог светског поретка, Глобализација и нови светски поредак, Глобализација или нова империја - Пакс Романа, Суверенитет и идентитет у раљама глобализације. Књиге: Медији у Југославији и Отвореност Југославије према свету преведене су на енглески и француски језик, а књига Агресија на Југославију преведена је на енглески језик.